# Các dân tộc Nin
Các dân tộc Nin, người Nilot hay người Nilotic (tiếng Anh: Nilotic peoples hay Nilotes) là những dân tộc bản địa tại vùng Thung lũng Nin (Nam Sudan, Uganda, Kenya, và bắc Tanzania), nói các ngôn ngữ Nin (một phân nhánh lớn của hệ ngôn ngữ Nin-Sahara). Theo quan niệm "chung" hơn, các dân tộc Nin gồm tất cả hậu duệ của những người nói ngôn ngữ Nin-Sahara nguyên thủy. Số này gồm có người Luo, Sara, Maasai, Kalenjin, Dinka, Nuer, Shilluk, Ateker, và Maa (mỗi nhóm lại gồm nhiều tiểu dân tộc và bộ lạc nhỏ hơn).
Các dân tộc Nin chiếm phần lớn dân số Nam Sudan, khu vực được xem là nơi định cư ban đầu của họ trước khi di cư ra xung quanh. Đây cũng là nhóm người lớn thứ nhì tại vùng Hồ Lớn châu Phi (sau các dân tộc Bantu). Ngoài ra, còn có có những cộng đồng đáng kể tại tây nam Ethiopia.
Các dân tộc Nin chủ yếu theo Kitô giáo và Tôn giáo truyền thống, gồm cả tôn giáo Dinka.

## Tên gọi
Các thuật ngữ Nilotic và Nilote trước đây được sử dụng như các cách tiểu phân loại chủng tộc, dựa trên những quan sát nhân loại học về hình thái cơ thể đặc trưng của những người nói ngôn ngữ Nin. Cách nhìn nhận này đã bị loại bỏ rộng rãi vào thế kỷ 20 bởi các nhà khoa học xã hội. Nhưng ngày nay, họ lại một lần nữa ủng hộ quan điểm di truyền học dân số này.
Về từ nguyên, thuật ngữ Nilotic và Nilote (hay Nilot) xuất phát từ tên Sông Nin; đặc biệt là Thượng Nin, nơi mà hầu hết người Sudan nói ngôn ngữ Nin-Sahara sinh sống.